# 贺铿
贺铿（1942年5月—），男，湖南临湘人，中华人民共和国统计教育家与经济计量学家，政治人物。

## 生平
1965年，毕业于湖北大学（今中南财经政法大学）。此后担任国家统计局副局长等。2008年3月，担任第十一届全国人民代表大会财政经济委员会副主任委员。此外，他还担任九三学社第十二届中央委员会副主席，中国统计学会副会长，中央财经大学统计学院院长。
2012年广东省国际慈善义卖活动中，各国领事馆为广东省听障残疾儿童共筹得善款逾33万元。他则从意识形态上表示：外国人在中国义卖不要脸。